# Actinote extensa
Actinote extensa är en fjärilsart som beskrevs av Jordan 1913. Actinote extensa ingår i släktet Actinote och familjen praktfjärilar. Inga underarter finns listade i Catalogue of Life.